# فرانك أنغر
فرانك أنغر (24 سبتمبر 1939 – 7 يوليو 2004) هو مبارز بالسيف من الولايات المتحدة راحل، مثّل بلاده في الألعاب الأولمبية الصيفية 1964.

## روابط خارجية
فرانك أنغر على موقع أوليمبيديا (الإنجليزية)